# Ulvsta (Ljusdal)
Ulvsta is een plaats in de gemeente Ljusdal in het landschap Hälsingland en de provincie Gävleborgs län in Zweden. De plaats heeft 128 inwoners (2005) en een oppervlakte van 34 hectare.